# أغسطس 2008
أغسطس 2008 هو الشهر الثامن في عام 2008، بدأ يوم الجمعة، وأنتهى يوم الأحد، وأمتد لواحد ثلاثين يومًا.

## بوابة:أحداث جارية
| \| 1 أغسطس 2008 (الجمعة) \| عدل \| تاريخ \| راقب \| تصفح \| |     |       |      |      |
| - الضفة تفرج عن ناشطين من حماس وغزة تعتقل أكبر ممثلي عباس. (العربية) - الحكومة اللبنانية تتفق على بيانها الوزاري الذي ستنال على أساسه ثقة البرلمان بعد حل عقدة السلاح. (العربية) - مجلس الأمن يمدد عمل قوة السلام بدارفور عاماً وسط احتجاج أمريكي. (العربية) - موفاز يدعو لاستمرار المفاوضات مع سوريا بعد رحيل أولمرت. (الجزيرة) - كاراديتش يتهم الأميركي هولبروك بالتنكر لوعد بعدم ملاحقته. (الجزيرة) - إسرائيل مستاءة لتراخي الموقف الأميركي من مهلة إيران. (الجزيرة) |     |       |      |      |
| 1 أغسطس 2008 (الجمعة) | عدل | تاريخ | راقب | تصفح |

| \| 2 أغسطس 2008 (السبت) \| عدل \| تاريخ \| راقب \| تصفح \| |     |       |      |      |
| - بدء محادثات الأسد وأحمدي نجاد في طهران (بي بي سي) - حماس تعلن انتهاء الاشتباكات والسيطرة على حي الشجاعية في غزة (بي بي سي) - القاعدة تنفي مقتل أو إصابة الظواهري (بي بي سي) - الحكم بالسجن سنتين على سعد الدين إبراهيم (بي بي سي) - انتهاء المهلة الدولية لإيران وألمانيا تلوح بعقوبات إضافية (الجزيرة) - كرزاي: الإرهاب له نفوذ كبير في باكستان (الجزيرة) |     |       |      |      |
| 2 أغسطس 2008 (السبت) | عدل | تاريخ | راقب | تصفح |

| \| 3 أغسطس 2008 (الأحد) \| عدل \| تاريخ \| راقب \| تصفح \| |     |       |      |      |
| - حماس تعتقل 30 فلسطينياً موالين لفتح فروا إلى إسرائيل وأعيدوا لغزة (العربية) - الأسد: سوريا قد تلعب دوراً في تهدئة النزاع النووي الإيراني وأكد لساركوزي أنه سيستغل علاقته الطيبة بطهران للمساعدة في حله (العربية) - برلمان العراق يؤجل بحث قانون مجالس المحافظات لعدم اكتمال النصاب وذلك في دلالة على صعوبة التوصل إلى اتفاق (العربية) - القاعدة تؤكد مقتل خبير الأسلحة الكيميائية لديها أبو خباب المصري (العربية) |     |       |      |      |
| 3 أغسطس 2008 (الأحد) | عدل | تاريخ | راقب | تصفح |

| \| 4 أغسطس 2008 (الإثنين) \| عدل \| تاريخ \| راقب \| تصفح \| |     |       |      |      |
| - إسرائيل تغير قرارها وتنقل الفتحاويين للضفة بدل غزة خوفاً عليهم (العربية) - مهلة أمريكية لإيران للرد على الحوافز قبل فرض عقوبات جديدة وطهران تستعرض عضلاتها العسكرية بصاروخ بحري جديد (العربية) - الحكومة اللبنانية تجتمع لإقرار البيان الوزاري رغم تحفظات البعض عليه (الجزيرة) - قتيلان بانفجار قنبلة ببغداد واعتقالات في ديالى (الجزيرة) - الشرطة المصرية تواصل حملة اعتقالات بصفوف الإخوان (الجزيرة) |     |       |      |      |
| 4 أغسطس 2008 (الإثنين) | عدل | تاريخ | راقب | تصفح |

| \| 5 أغسطس 2008 (الثلاثاء) \| عدل \| تاريخ \| راقب \| تصفح \| |     |       |      |      |
| - البرلمان العراقي يفشل بالانعقاد لمناقشة قانون مجالس المحافظات والبارزاني تحدث عن مؤامرة ضد الأكراد (الجزيرة) - حماس تستخف بتهديدات باراك وعباس يستقبل عائلة حلس (الجزيرة) - الدول الست تبحث غدا الخطوة التالية ضد إيران (بي بي سي) - القذافي يصف موقف إيران حول الملف النووي بالمكابرة (بي بي سي) - اتهام ميتران ودو فيلبان بدور في مذابح رواندا (بي بي سي) - وفد إسرائيلي يغادر مصر بعد بحث جهود تبادل الأسرى مع حماس (رويترز) - أولمرت وعباس يجتمعان في القدس يوم الأربعاء (رويترز) |     |       |      |      |
| 5 أغسطس 2008 (الثلاثاء) | عدل | تاريخ | راقب | تصفح |

| \| 6 أغسطس 2008 (الأربعاء) \| عدل \| تاريخ \| راقب \| تصفح \| |     |       |      |      |
| - انقلاب يطيح بأول رئيس منتخب ديمقراطياً في موريتانيا (رويترز) - تنديد دولي بانقلاب موريتانيا ولا أنباء عن الرئيس المخلوع (الجزيرة) - البرلمان العراقي يؤجل التصويت على قانون المحافظات إلى سبتمبر وذلك بعد إخفاقه ثلاث مرات (الجزيرة) - أولمرت يقرر الإفراج عن معتقلين بعد لقائه عباس بالقدس (الجزيرة) - إدانة سائق بن لادن بتقديم دعم مادي للإرهاب (الجزيرة) - المالكي يمهل مطلوبين أسبوعا لتسليم أنفسهم مقابل العفو (الجزيرة) |     |       |      |      |
| 6 أغسطس 2008 (الأربعاء) | عدل | تاريخ | راقب | تصفح |

| \| 7 أغسطس 2008 (الخميس) \| عدل \| تاريخ \| راقب \| تصفح \| |     |       |      |      |
| - الائتلاف الحكومي في باكستان ينوي بدء إجراءات إقالة برويز مشرف (العربية) - ابنة الرئيس الموريتاني المخلوع تناشد الأمم المتحدة إعادة الديمقراطية (العربية) - خيرت الشاطر نائب لمرشد إخوان مصر يقاضي مبارك لاستثنائه من عفو رئاسي (العربية) - سوريا تطلق معارضاً بارزاً من ربيع دمشق بعد سجن 7 سنوات (العربية) |     |       |      |      |
| 7 أغسطس 2008 (الخميس) | عدل | تاريخ | راقب | تصفح |

| \| 8 أغسطس 2008 (الجمعة) \| عدل \| تاريخ \| راقب \| تصفح \| |     |       |      |      |
| - نواب لبنان يناقشون البيان الوزاري لحكومة الوحدة (الجزيرة) - أحزاب في موريتانيا تطالب بضمانات لإجراء انتخابات نزيهة ورئيس المجلس الحاكم تعهد بحماية الديمقراطية (الجزيرة) - جورجيا تسحب قوات بالعراق إثر معارك وقتال عنيف ضد انفصاليين وقوات روسية في إقليم أوسيتيا الجنوبية (العربية) - اتفاق بين شمال السودان وجنوبه حول إدارة منطقة أبيي النفطية (العربية) - الحوثي يعلن التزامه بشروط الرئيس اليمني لوقف النزاع بصعدة (العربية) - افتتاح أسطوري لأولمبياد بكين (العربية) |     |       |      |      |
| 8 أغسطس 2008 (الجمعة) | عدل | تاريخ | راقب | تصفح |

| \| 9 أغسطس 2008 (السبت) \| عدل \| تاريخ \| راقب \| تصفح \| |     |       |      |      |
| - جورجيا تدعو روسيا لإنهاء الحرب وبوتين يندد بسياستها الإجرامية والسويد تشبه سياسة موسكو بأساليب هتلر (العربية) - الاتحاد الأفريقي يعلق عضوية موريتانيا وذلك لحين عودة الديمقراطية إليها لأن مواثيقه تحظر التغييرات غير الدستورية (العربية) - بوش يدعو لوقف إطلاق النار في جورجيا وأبخازيا تحرك جيشها والرئيس الجورجي يتهم روسيا بغزو بلاده-(سي إن إن) - الجيش الإسرائيلي يكتفي بنقل ضابط بقضية إطلاق النار على فلسطيني-(سي إن إن) - مصادر: سوريا رفضت زيارة تفتيشية أخرى للوكالة الذرية-(سي إن إن) - فياض يبحث بصنعاء ترتيبات تشكيل حكومة توافق انتقالية (الجزيرة) - وفاة الشاعر الفلسطيني محمود درويش [-http://www.flixya.com/post/softonlinesoft/884637/ (الجزيرة)] |     |       |      |      |
| 9 أغسطس 2008 (السبت) | عدل | تاريخ | راقب | تصفح |

| \| 10 أغسطس 2008 (الأحد) \| عدل \| تاريخ \| راقب \| تصفح \| |     |       |      |      |
| - مقتل واصابة العشرات في سلسلة هجمات بالعراق (بي بي سي) - أمريكا تشير إلى أن روسيا ترغب في تغيير النظام بجورجيا (بي بي سي) - ميدفيديف يقول إن على جورجيا الانسحاب من جنوب أوسيتيا دون شروط (بي بي سي) - وفد الاتحاد الأفريقي يجري محادثات في نواكشوط (بي بي سي) - أقوى تأكيد عراقي على ضرورة وضع أفق زمني للانسحاب الأمريكي وذلك ضمن اتفاق يسمح للجيش الأمريكي بالبقاء (العربية) - 8 قتلى بهجوم انتحاري استهدف ثكنة عسكرية في بومرداس الجزائرية (العربية) |     |       |      |      |
| 10 أغسطس 2008 (الأحد) | عدل | تاريخ | راقب | تصفح |

| \| 11 أغسطس 2008 (الإثنين) \| عدل \| تاريخ \| راقب \| تصفح \| |     |       |      |      |
| - روسيا تعلن انتهاء معظم عملياتها العسكرية بأوسيتيا الجنوبية وسط أنباء عن تطويق القوات الجورجية في أبخازيا (الجزيرة) - برلمان باكستان يناقش عزل الرئيس مشرف (الجزيرة) - العاهل الأردني يزور بغداد على رأس وفد رفيع في أول زيارة لزعيم عربي منذ سقوط صدام (العربية) - 7 قتلى في اشتباك بين الشرطة ومقاتلين من القاعدة في حضرموت (العربية) - انقلابيو موريتانيا يفرجون عن المعتقلين ويبقون الرئيس قيد الاحتجاز (العربية) |     |       |      |      |
| 11 أغسطس 2008 (الإثنين) | عدل | تاريخ | راقب | تصفح |

| \| 12 أغسطس 2008 (الثلاثاء) \| عدل \| تاريخ \| راقب \| تصفح \| |     |       |      |      |
| - الرئيس الروسي يعلن إنهاء العمليات العسكرية في جورجيا ويقول إن المعتدي الجورجي تلقى عقابه (العربية) - مناورات عسكرية إسرائيلية ضخمة في هضبة الجولان بإشراف باراك الذي قال إن على الجانب الآخر تعزيزات مماثلة (العربية) - الحكومة اللبنانية تنال ثقة غالبية البرلمان بتصويت 100 معها و5 ضدها وامتنع اثنان والحسيني يستقيل احتجاجاً على الوضع (العربية) - اليمن يعلن مقتل قيادي بارز في تنظيم القاعدة باشتباكات حضرموت خليته كانت بصدد تنفيذ هجمات مفخخة داخل اليمن وخارجها (العربية) - ملك البحرين يدعو يهود بلاده المهاجرين إلى العودة كمواطنين (العربية) |     |       |      |      |
| 12 أغسطس 2008 (الثلاثاء) | عدل | تاريخ | راقب | تصفح |

| \| 13 أغسطس 2008 (الأربعاء) \| عدل \| تاريخ \| راقب \| تصفح \| |     |       |      |      |
| - الأسد وسليمان يتفقان على علاقات دبلوماسية وتبادل السفراء (الجزيرة) - ساكاشفيلي: واشنطن ستسيطر على موانئ ومطارات جورجيا (الجزيرة) - مقتل 11 شخصا على الاقل في انفجار بطرابلس (بي بي سي) - واشنطن توافق على توطين لاجئين عراقيين (بي بي سي) - الفلسطينيون يودعون شاعرهم محمود درويش (بي بي سي) |     |       |      |      |
| 13 أغسطس 2008 (الأربعاء) | عدل | تاريخ | راقب | تصفح |

| \| 14 أغسطس 2008 (الخميس) \| عدل \| تاريخ \| راقب \| تصفح \| |     |       |      |      |
| - القمة السورية - اللبنانية تفعل لجنتين للحدود والمفقودين وسوريا تعلن أن لا ترسيم لحدود مزارع شبعا قبل إنهاء الاحتلال الإسرائيلي (العربية) - الرئيس الأمريكي يعلن أقوى تأييد لجورجيا في نزاعها ضد روسيا (العربية) - الجيش الإسرائيلي يطلق النار على متسلل عبر من سوريا للجولان (العربية) - مشرف يدعو للمصالحة (بي بي سي) - سياسيو موريتانيا يؤيدون الانقلابيين (بي بي سي) |     |       |      |      |
| 14 أغسطس 2008 (الخميس) | عدل | تاريخ | راقب | تصفح |

| \| 16 أغسطس 2008 (السبت) \| عدل \| تاريخ \| راقب \| تصفح \| |     |       |      |      |
| - كارتر يطلع ملك الأردن على مضمون لقاءاته مع حماس (الجزيرة) - حرب أوسيتيا الجنوبية 2008: - يزعم المسؤولون الجورجيون أن جيش أبخازيا المدعوم من القوات المسلحة للفيدرالية الروسية احتل 13 قرية جورجية.(AFP via ABC News Australia) - الرئيس الروسي ديمتري ميدفيديف يعقد خطة سلام لوقف إطلاق النار في الحرب.(Press Trust of India) |     |       |      |      |
| 16 أغسطس 2008 (السبت) | عدل | تاريخ | راقب | تصفح |

| \| 17 أغسطس 2008 (الأحد) \| عدل \| تاريخ \| راقب \| تصفح \| |     |       |      |      |
| - روسيا أبلغت ساركوزي ببدء الانسحاب من جورجيا الاثنين (الجزيرة) - الرئيس التايواني السابق تشن شوي بيان يمنع من مغادرة البلاد إثر اتهامات بالفساد.(AFP via Google News) |     |       |      |      |
| 17 أغسطس 2008 (الأحد) | عدل | تاريخ | راقب | تصفح |

| \| 21 أغسطس 2008 (الخميس) \| عدل \| تاريخ \| راقب \| تصفح \| |     |       |      |      |
| - باكستان: 63 قتيلا في تفجير انتحاري مزدوج. [_http://news.bbc.co.uk/hi/arabic/news/newsid_7574000/7574288.stm (بي بي سي)] - سفينتان تبحران من قبرص باتجاه غزة لكسر الحصار. [_http://www.aljazeera.net/NR/exeres/12A16203-09F6-474E-988E-36F7177F6946.htm (الجزيرة)] - ليفني تستبعد التوصل لاتفاق مع الفلسطينيين هذه السنة. [_http://news.bbc.co.uk/hi/arabic/middle_east_news/newsid_7575000/7575804.stm (بي بي سي)] - سيف الإسلام القذافي يقرر عدم التدخل في شؤون الدولة. [_http://www.aljazeera.net/NR/exeres/827721FB-8561-4D1E-BC03-E065487A9C8A.htm (الجزيرة)] - بولت يدخل التاريخ بعد فوزه بذهبية ثانية في 200 متر بأولمبياد بكين 2008. [_http://news.bbc.co.uk/hi/arabic/sport/newsid_7572000/7572950.stm (بي بي سي)] - روسيا توقف تعاونها مع الناتو. [_http://news.bbc.co.uk/hi/arabic/world_news/newsid_7575000/7575487.stm (بي بي سي)] - بغداد وواشنطن تقتربان من اتفاق أمني والصدريون يرفضونه. [_http://www.aljazeera.net/NR/exeres/5F3AE5E5-CC01-4DDC-9025-6CA61D9968C1.htm (الجزيرة)] - ارتفاع أسعار النفط نتيجة القلق على الامدادات. [_http://news.bbc.co.uk/hi/arabic/business/newsid_7575000/7575788.stm (بي بي سي)] |     |       |      |      |
| 21 أغسطس 2008 (الخميس) | عدل | تاريخ | راقب | تصفح |

| \| 22 أغسطس 2008 (الجمعة) \| عدل \| تاريخ \| راقب \| تصفح \| |     |       |      |      |
| - أوسيتيا الجنوبية تطلب من روسيا الاعتراف باستقلالها [_http://www.aljazeera.net/NR/exeres/49C4EE07-2D16-4E5C-86E4-67FC27BD4A0B.htm (الجزيرة)] - بغداد وواشنطن تتفقان على رحيل القوات الأمريكية في 2011 [_http://www.aljazeera.net/NR/exeres/E5E5F4AE-ACD0-4FAE-876A-D9A1769D8AD7.htm (الجزيرة)] - القوات الدولية تقتل العشرات من طالبان في غرب أفغانستان [_http://news.bbc.co.uk/hi/arabic/world_news/newsid_7576000/7576119.stm (بي بي سي)] - تنظيم القاعدة يقول إنه وراء تفجيرات الجزائر [_http://news.bbc.co.uk/hi/arabic/middle_east_news/newsid_7576000/7576904.stm (بي بي سي)] - شريف يوافق على مناقشة قضية القضاة في البرلمان [_http://news.bbc.co.uk/hi/arabic/world_news/newsid_7576000/7576378.stm (بي بي سي)] - إنقاذ 350 مهاجرا غير شرعي حاولوا التسلل إلى إيطاليا [_http://news.bbc.co.uk/hi/arabic/world_news/newsid_7577000/7577091.stm (بي بي سي)] أحداث أولمبياد بكين الجارية - إخفاق أمريكي وبريطاني في سباق التتابع ببكين [_http://www.aljazeera.net/NR/exeres/44E51299-AF8A-4B16-924D-A22CC8B6440C.htm (الجزيرة)] - الجامايكية براون تحرز ذهبية سباق 200 متر [_http://www.aljazeera.net/NR/exeres/3CFBF7B6-62C7-4108-89CE-76D007EE1887.htm (الجزيرة)] - الروسية كانيسكينا تتوج بذهبية سباق 20 كلم مشياً ببكين [_http://www.aljazeera.net/NR/exeres/EEFA3744-15DA-41EC-BC9E-3D50E80AE86A.htm (الجزيرة)] - نيكباي يمنح أفغانستان أول ميدالية أولمبية [_http://www.aljazeera.net/NR/exeres/8C7D2607-9506-4C8E-8710-4F7EF9739584.htm (الجزيرة)] |     |       |      |      |
| 22 أغسطس 2008 (الجمعة) | عدل | تاريخ | راقب | تصفح |

| \| 23 أغسطس 2008 (السبت) \| عدل \| تاريخ \| راقب \| تصفح \| |     |       |      |      |
| - الظواهري يشيد بخبير الأسلحة الذي قتل في باكستان. [_http://www.aljazeera.net/NR/exeres/AE0A262D-3FBA-4F99-8BDD-F51841722F49.htm (الجزيرة)] - إسرائيل لن تسمح بأسلحة تقلب موازين القوى، وأمريكا ترفض بيعها طائرات.-([_http://arabic.cnn.com/2008/middle_east/8/23/regional.enemies/index.html سي إن إن]) - أوباما يختار السيناتور جوزيف بايدن نائبا له. [_http://www.aljazeera.net/NR/exeres/718DF60A-E957-4898-980D-0B7068B8B03C.htm (الجزيرة)] - التشويش على سفينتين تبحران من قبرص لكسر حصار غزة. [_http://www.aljazeera.net/NR/exeres/5CD0AF09-9DD0-4E3F-8255-95A76EA22C8A.htm (الجزيرة)] - البشير: المحكمة مؤامرة لتقسيم السودان. [_http://news.bbc.co.uk/hi/arabic/middle_east_news/default.stm (بي بي سي)] أحداث أولمبياد بكين الجارية - الصين في صدارة الذهب وروسيا تتقدم بقوة.-([_http://arabic.cnn.com/2008/olympics.2008/8/21/oly.gold_medals/index.html سي إن إن]) - الأرجنتين تحرز ذهبية كرة القدم. [_http://news.bbc.co.uk/hi/arabic/sport/newsid_7578000/7578190.stm (بي بي سي)] - التونسي الملولي يحرز أول ذهبية للعرب في بكين. [_http://news.bbc.co.uk/hi/arabic/sport/newsid_7566000/7566179.stm (بي بي سي)] - الروسيات تكتسحن ميداليات التنس، ونادال يفوز بالذهبية. [_http://news.bbc.co.uk/hi/arabic/sport/newsid_7566000/7566502.stm (بي بي سي)] |     |       |      |      |
| 23 أغسطس 2008 (السبت) | عدل | تاريخ | راقب | تصفح |

| \| 24 أغسطس 2008 (الأحد) \| عدل \| تاريخ \| راقب \| تصفح \| |     |       |      |      |
| - الحركة الإسلامية تكذب إسرائيل عقب دهم مؤسسة الأقصى. [_http://www.aljazeera.net/NR/exeres/84E4CD64-13CF-4B01-AE64-4BF575BD1539.htm (الجزيرة)] - دعوات لمبادرات عربية ودولية تأسيا بسفيتني كسر الحصار. [_http://aljazeera.net/NR/exeres/B4731FC3-5A0F-4E1D-AC50-56E01F960C0E.htm (الجزيرة)] (ليبرتي وفري غزة) - السيستاني يكذب شائعات مرضه. [_http://news.bbc.co.uk/hi/arabic/middle_east_news/newsid_7579000/7579830.stm (بي بي سي)] - البنك الدولي علق مساعداته لموريتانيا بعد الانقلاب. [_http://news.bbc.co.uk/hi/arabic/business/newsid_7578000/7578706.stm (بي بي سي)] - مقتل اربعة واصابة 15 في انفجار قنبلتين ببغداد. [_http://ara.reuters.com/article/topNews/idARAEGO43560720080824 (رويترز)] - مصر تحبط تسلل 35 إفريقيا إلى إسرائيل. [_http://ara.reuters.com/article/topNews/idARAEGO44645120080824 (رويترز)] - وصول سفينة حربية أمريكية إلى ميناء باتومي الجورجي. [_http://news.bbc.co.uk/hi/arabic/world_news/newsid_7579000/7579671.stm (بي بي سي)] أحداث أولمبياد بكين الجارية - اختتام أولمبياد بكين في يومه السادس عشر بحفل مبهر (بي بي سي) - الولايات المتحدة تتغلب على إسبانيا وتفوز بالذهبية في نهائي كرة السلة لأول مرة منذ عام 2000-(سي إن إن) - المغربي جواد غريب يحوز على الفضية في مسابقة الماراثون للرجال-([ http://edition.cnn.com/2008/SPORT/08/23/men.marathon.ap/index.html سي إن إن]) - بطل التايكواندو السابق آينجل ماتوز يواجه الحظر الدائم على إثر ركله لحكم المباراة في الوجه-(سي إن إن) |     |       |      |      |
| 24 أغسطس 2008 (الأحد) | عدل | تاريخ | راقب | تصفح |

| \| 25 أغسطس 2008 (الإثنين) \| عدل \| تاريخ \| راقب \| تصفح \| |     |       |      |      |
| - إسرائيل تفرج عن 198 أسيراً فلسطينياً قبل وصول رايس (الجزيرة) - المسؤولون المصريون يلتقون قادة الفصائل الفلسطينية (الجزيرة) - مجلس النواب الروسي يؤيد استقلال أبخازيا وأوسيتيا الجنوبية (الجزيرة) - مقتل أكثر من 30 وإعتقال فتاة انتحارية بالعراق (بي بي سي) - الاقتصاد البريطاني يعاني من حالة جمود (بي بي سي) أحداث أولمبياد بكين الجارية - حصاد الأولمبياد: الصين وفيلبس وبولت يبهرون العالم (بي بي سي) - إنجازات العرب في دورة بكين أقل من مايكل فيلبس (بي بي سي) - الوقف مدى الحياة للاعب تايكوندو كوبي ركل وجه الحكم (بي بي سي) |     |       |      |      |
| 25 أغسطس 2008 (الإثنين) | عدل | تاريخ | راقب | تصفح |

| \| 26 أغسطس 2008 (الثلاثاء) \| عدل \| تاريخ \| راقب \| تصفح \| |     |       |      |      |
| - رايس تبحث جهود تحريك المفاوضات الفلسطينية الإسرائيلية. [_http://news.bbc.co.uk/hi/arabic/middle_east_news/newsid_7581000/7581546.stm (بي بي سي)] - نجاة دبلوماسية أمريكية من محاولة اغتيال في باكستان. [_http://news.bbc.co.uk/hi/arabic/world_news/newsid_7581000/7581555.stm (بي بي سي)] - تحقيقات بشأن مؤامرة لإغتيال أوباما خلال مؤتمر دنفر. [_http://news.bbc.co.uk/hi/arabic/world_news/newsid_7581000/7581419.stm (بي بي سي)] - وزير الدفاع الإسرائيلي يلتقي في مصر بمبارك وسليمان. [_http://www.aljazeera.net/NR/exeres/A3B0CDBD-4F96-4A59-8C4E-30A97E3052FF.htm (الجزيرة)] - الحكومة الأفغانية تطالب بإعادة النظر في القوات الدولية. [_http://www.aljazeera.net/NR/exeres/4BB895CC-A12B-427C-BA06-0EDC62022DF1.htm (الجزيرة)] - بيونغ يانغ تعلق تفكيك منشآتها النووية وتهاجم واشنطن. [_http://www.aljazeera.net/NR/exeres/65392424-A68E-40EF-9039-2B67BCB648B4.htm (الجزيرة)] - باكستان تفتح الترشح للرئاسة بعيد انهيار الائتلاف الحاكم. [_http://www.aljazeera.net/NR/exeres/E64F3091-1B7F-4475-A3EA-76992D8EB585.htm (الجزيرة)] |     |       |      |      |
| 26 أغسطس 2008 (الثلاثاء) | عدل | تاريخ | راقب | تصفح |

| \| 27 أغسطس 2008 (الأربعاء) \| عدل \| تاريخ \| راقب \| تصفح \| |     |       |      |      |
| - مختطف الطائرة السودانية يفرج عن النساء والأطفال. [_http://news.bbc.co.uk/hi/arabic/middle_east_news/newsid_7583000/7583705.stm (بي بي سي)] - مصادر أمريكية: رايس في ليبيا الأسبوع المقبل. [_http://news.bbc.co.uk/hi/arabic/middle_east_news/newsid_7583000/7583519.stm (بي بي سي)] - تلاشي الأمل بتحقيق تسوية الأزمة الجورجية. [_http://www.aljazeera.net/NR/exeres/0FD3AB7D-548E-4EAD-A562-DF7CEEB4006E.htm (الجزيرة)] - هيلاري كلينتون (بالصورة) تدعو الديمقراطيين للإتحاد وراء أوباما. [_http://www.aljazeera.net/NR/exeres/7342B034-EFCE-4675-B13A-EAB0728A2E78.htm (الجزيرة)] - عمر البشير يزور جنوب السودان. [_http://news.bbc.co.uk/hi/arabic/middle_east_news/newsid_7583000/7583753.stm (بي بي سي)] - واشنطن قلقة من تعليق كوريا الشمالية تفكيك منشآتها النووية. [_http://aljazeera.net/NR/exeres/EC78B443-E24B-4ED8-BC5C-F200D96B0152.htm (الجزيرة)] |     |       |      |      |
| 27 أغسطس 2008 (الأربعاء) | عدل | تاريخ | راقب | تصفح |

| \| 28 أغسطس 2008 (الخميس) \| عدل \| تاريخ \| راقب \| تصفح \| |     |       |      |      |
| - الحزب الديمقراطي يعلن رسميا أوباما مرشحا لرئاسة أمريكا. [_http://news.bbc.co.uk/hi/arabic/world_news/newsid_7585000/7585436.stm (بي بي سي)] - مقتل 9 في تفجير سيارة مفخخة في باكستان. [_http://news.bbc.co.uk/hi/arabic/world_news/newsid_7585000/7585456.stm (بي بي سي)] - خطط أميركية لنقل قوات من العراق لأفغانستان. [_http://www.aljazeera.net/NR/exeres/E7A6400F-A7DB-4BA9-B080-8E9B8D914E79.htm (الجزيرة)] - ركاب الطائرة المخطوفة بالخرطوم يحررون وليبيا تستجوب المختطفون. [_http://www.aljazeera.net/NR/exeres/1E974220-01B7-4F52-B573-C5FBA2AC3295.htm (الجزيرة)] - جورجيا تتحدث عن انسحاب وشيك للقوات الروسية من بوتي. [_http://aljazeera.net/NR/exeres/4636DDA9-E180-45C0-AC68-DE1A3091804E.htm (الجزيرة)] - أحزاب موريتانية ترفض المشاركة في الحكومة لغياب الضمانات. [_http://aljazeera.net/NR/exeres/A4B1DA2D-0731-4447-8DF2-E2716CC53005.htm (الجزيرة)] - إطلاق مسؤول أممي بمقديشو وانسحاب المحاكم من بارطيري. [_http://aljazeera.net/NR/exeres/9465B228-CB04-45A1-9C88-C728F1459DC5.htm (الجزيرة)] |     |       |      |      |
| 28 أغسطس 2008 (الخميس) | عدل | تاريخ | راقب | تصفح |

| \| 29 أغسطس 2008 (الجمعة) \| عدل \| تاريخ \| راقب \| تصفح \| |     |       |      |      |
| - فشل الجلسة السادسة لمجلس الأمن حول جورجيا [_http://www.aljazeera.net/NR/exeres/359F0D9F-2288-4224-9A11-1B74A682F0AB.htm (الجزيرة)] - القوات الأمريكية تعتقل قياديا بهيئة اجتثاث البعث العراقي [_http://www.aljazeera.net/NR/exeres/A5BB7BDA-2FB7-491D-9B7A-C44B883F1AD1.htm (الجزيرة)] - إثيوبيا تلمح للانسحاب من الصومال وتمرد برلماني في بيدوا [_http://www.aljazeera.net/NR/exeres/C414FDCB-7875-45CF-A441-18CA8AFAFB5F.htm (الجزيرة)] - استجواب أولمرت بقضايا فساد وموفاز وليفني يتسابقان لخلافته [_http://www.aljazeera.net/NR/exeres/F284880F-F915-4FFD-9978-777097CB1A28.htm (الجزيرة)] - إيران توقع اتفاقا نوويا مع نيجيريا [_http://news.bbc.co.uk/hi/arabic/world_news/newsid_7587000/7587758.stm (بي بي سي)] - موسكو ترد بعنف على انتقادات الدول الصناعية [_http://news.bbc.co.uk/hi/arabic/world_news/newsid_7587000/7587677.stm (بي بي سي)] - حزب الله سلم السلطات مطلق النار الذي أسقط طوافة الجيش اللبناني والقضاء العسكري بدأ التحقيق والحكومة عينت جان قهوجي قائداً للجيش (العربية) - ماكين يختار حاكمة ألاسكا سارة بالين لمنصب نائب الرئيس وذلك لاستقطاب أصوات من خاب أملهم من عدم تسمية أوباما لكلينتون (العربية) |     |       |      |      |
| 29 أغسطس 2008 (الجمعة) | عدل | تاريخ | راقب | تصفح |

| \| 30 أغسطس 2008 (السبت) \| عدل \| تاريخ \| راقب \| تصفح \| |     |       |      |      |
| - فتح معبر رفح لعبور العالقين الفلسطينيين من الجانبين المصري والفلسطيني (العربية) - عسكري إيراني بارز يقول أن مهاجمة إيران ستؤدي إلى حرب عالمية جديدة ومصر تدعو لعدم تجاوز العرب في أية ترتيبات أمنية في الخليج (العربية) - بارزاني يهدد بضم كركوك إذا تم إلغاء المادة 140 من الدستور وأنباء عن زيارة لبوش إلى بغداد لبحث الاتفاقية الأمنية طويلة الأمد (العربية) - حزب الله: القضاء أفضل من يفصل في حادث المروحية (الجزيرة) - موسكو تتهم واشنطن مجدداً بإثارة الحرب بمنطقة القوقاز وتدعو أوروبا إلى التحلي بالموضوعية (الجزيرة) - رمضان الاثنين بعدة دول عربية والأحد بليبيا (الجزيرة) |     |       |      |      |
| 30 أغسطس 2008 (السبت) | عدل | تاريخ | راقب | تصفح |

| \| 31 أغسطس 2008 (الأحد) \| عدل \| تاريخ \| راقب \| تصفح \| |     |       |      |      |
| - براون: أوروبا لن ترتهن لروسيا في الطاقة [_http://www.aljazeera.net/NR/exeres/C8A38FE3-B0C8-4DA5-BF8C-63D1C2AC841E.htm (الجزيرة)] - أولمرت يسعى إلى صياغة مذكرة تفاهم مع الفلسطينيين (بي بي سي) - سوريا: حكم بالمؤبد ضد نائب الرئيس السابق خدام (بي بي سي) - سكان نيو أورلينز يفرون خوفا من إعصار غوستاف (بي بي سي) - رئيس البرلمان بلبنان يحمل القذافي مسؤولية إختفاء موسى الصدر (العربية) - بغداد تؤكد رغبتها في إعادة اللاجئين العراقيين في الأردن وسوريا وذلك بعد التحسن الأمني الملحوظ الذي تشهده البلاد (العربية) |     |       |      |      |
| 31 أغسطس 2008 (الأحد) | عدل | تاريخ | راقب | تصفح |

| أحداث جارية |
| --- |
| - أزمة الدين الحكومي اليوناني - جائحة فيروس كورونا 2019–20 - التدخل العسكري الروسي في أوكرانيا - التدخل العسكري الروسي في سوريا - الحرب الأهلية السورية - الهجوم على شمال غرب سوريا (2024) - الحرب الأهلية السودانية 2023 - عملية طوفان الأقصى - الحرب الفلسطينية الإسرائيلية (الخط الزمني) - صراع حزب الله وإسرائيل (2023–الآن) - - أزمة البحر الأحمر - الهجمات على القواعد الأمريكية في العراق وسوريا 2023 - الأزمة الإنسانية في غزة (2023 – الآن) تفاصيل أكثر النزاعات الجارية أدناه |

| وفيات حديثة |
| --- |
| - 16 مايو: إيمانويل كونديه - 16 مايو: بيتر لاكس - 16 مايو: دونكان كامبل - 17 مايو: مايكل ليدين - 17 مايو: كوركيس إسماعيل - 17 مايو: علي القزق - 18 مايو: عزيز الحجار - 18 مايو: ليزلي إبستاين - 19 مايو: جوناثان باريديس - 19 مايو: فدوى محسن - 19 مايو: يوري غريغوروفيتش - 19 مايو: إغناثيو رودريغيز (لاعب كرة قدم) - 20 مايو: جورج وندت - 20 مايو: غادي كندة - 20 مايو: تران دوك لوون - 20 مايو: كاي آرثر - 20 مايو: نينو بنفينوتي - 21 مايو: أندريه بورتنوف - 21 مايو: جيري كونولي - 21 مايو: نول دي رويتر |

| نزاعات جارية |
| --- |
| - التدخل العسكري الدولي ضد تنظيم الدولة الإسلامية (داعش) - الكاميرون - الحرب الأهلية الكاميرونية - جمهورية إفريقيا الوسطى - حرب جمهورية إفريقيا الوسطى الأهلية (2012–الآن) - جمهورية الكونغو الديموقراطية - تمرد القوات الديمقراطية المتحالفة - صراع كيفو - الحرب الأهلية الأثيوبية (2018-حاليا) - موزمبيق - التمرد الإسلاموي في موزمبيق - نيجيريا - تمرد بوكو حرام - التمرد الإسلامي في الساحل - تمرد الجهاديين في بوركينا فاسو · حرب مالي - الحرب الأهلية الصومالية - الحرب في الصومال (2009–الآن) - السودان - نزاع السودان - النزاع في أفغانستان - النزاع بين طالبان والدولة الإسلامية في أفغانستان - صراع بنجشير - الهند - التمرد في جامو وكشمير - العصيان الماوي-الناكسالي - إندونيسيا - أزمة بابوا - الصراع الداخلي في ميانمار - الحرب الأهلية في ميانمار - باكستان - صراع بلوشستان - عصيان خيبر بختونخوا - الصراع الأهلي في الفلبين - التمرد الشيوعي في الفلبين - الحرب الروسية الأوكرانية - الغزو الروسي لأوكرانيا - صراع العراق - التمرد العراقي (2017–الآن) - صراع إسرائيل وغزة - الحرب الفلسطينية الإسرائيلية 2023 - أزمة البحر الأحمر - الحرب الأهلية السورية - التدخل الأجنبي في الحرب الأهلية السورية - تركيا - الولايات المتحدة - اليمن - الحرب الأهلية اليمنية - التدخل العسكري في اليمن |